# Lycaena phlaeas
Lycaena phlaeas é uma espécie de borboleta conhecida por borboleta-acobreada ou só acobreada. É uma pequena borboleta com uma envergadura de 22 a 27 mm. As asas são de coloração escurecida e laranja. Possui cores muito brilhantes, mas no fundo de cores suaves.
A lagarta desta espécie mede 15 mm (comprimento máximo). Normalmente, as lagartas são verdes, mas alguns espécimes apresentam coloração marrom-avermelhada. Eles se alimentam de folhas de diferentes espécies vegetais do gênero Rumex. Existem lagartas que permanecem ativas durante todo o ano.

## Hábitos
Durante a cópula as fêmeas que já estão fecundadas desta espécie fecham as asas em defesa contra os machos. As borboletas virgens tornam-se mais visíveis com asas abertas. Esta descoberta foi descrita na revista científica Ethology.